# 名古屋市立熊の前小学校
名古屋市立熊の前小学校（なごやしりつ くまのまえしょうがっこう）は、愛知県名古屋市緑区亀が洞一丁目901番地に位置する公立の小学校である。2008年（平成20年）4月に神の倉小学校と徳重小学校から分離独立して誕生した。
熊小の愛称で知られる。

## 沿革
- 2008年（平成20年）4月 - 開校。
- 2008年（平成20年）6月 - トワイライトスクールを開校。

## 周辺の小学校
- 神の倉小学校
- 徳重小学校

## 中学校
- 神の倉中学校